# Sint-Martinuskerk (Rutten)
De Sint-Martinuskerk is een kerkgebouw in Rutten in de Belgische gemeente Tongeren-Borgloon in de provincie Limburg. De kerk staat op een kerkheuvel te midden van een ommuurd kerkhof.
De kerk is de parochiekerk van het dorp en gewijd aan Sint-Martinus.

## Geschiedenis
In de 12e eeuw werd de oorspronkelijk kerk gebouwd, waarvan tegenwoordig de romaanse toren nog resteert.
In de 1844 werd tegen de behouden romaanse toren een nieuwe kerk aan gebouwd.

## Opbouw
Het grotendeels neoclassicistische gebouw is gebouwd met een noordoost-zuidwest oriëntatie en bestaat uit een deels ingebouwde romaanse (zuid-)westtoren, een driebeukig schip met zes traveeën en een koor met een rechte travee en een halfronde koorsluiting. Aan weerszijden van het koor zijn sacristieën aangebouwd.
De vierkante toren is opgetrokken in silex in het onderste gedeelte en in het bovenste gedeelte in mergelsteen. De hoekblokken zijn van mergelsteen en kalksteen. In de westgevel bevindt zich een rechthoekig neoclassicistisch portaal dat stamt uit 1844 en heeft een geprofileerde omlijsting van Franse steen. Daarboven bevindt zich een gotisch van maaswerk voorzien spitsboogvenster dat stamt uit de 14e eeuw en wordt omringd door een geprofileerde mergelstenen omlijsting. De galmgaten hebben de vorm van een drielobbige boog. In de noordzijde en de zuidzijde bevinden zich een gedichte oculus, een rondboogvormige bifora waarvan de deelzuiltjes in de zuidzijde zijn verdwenen, een van een drielobbige boog voorzien venster ingeschreven in een spitsboogvormige omlijsting en twee bifora met drielobbige boog ingeschreven in een rondboogvormige omlijsting in gebruik als galmgaten. Ieder van deze muuropeningen heeft een geprofileerde omlijsting van mergelsteen. De toren is gedekt door een tentdak van leien.
Het schip is opgetrokken in baksteen en heeft een pseudo-basilicale opstand. Het heeft een plint van silex, Verder hebben de rondboogvensters een kalkstenen omlijsting met licht uitspringende imposten. In de eerste travee van de zuidelijke zijbeuk bevinden zich de sporen van een gedicht portaal. Het middenschip wordt gedekt door een zadeldak dat door loopt boven het koor en de zijbeuken gedekt door lessenaarsdaken.
Tussen de middenbeuk en de zijbeuken bevinden zich rondboogarcaden op zuilen. De begane grond van de toren wordt overwelft door een mergelstenen kruisribgewelf in gotische stijl uit de 14e eeuw. het schip wordt overwelft door kruisribgewelven met gordelbogen die uitlopen op een entablement. Boven het koor bevindt zich een cassettenplafond.